# Tadeusz Borowski
Tadeusz Borowski (Szovjetunió, Ukrajna, Zsitomir, 1922. november 12. – Lengyelország, Varsó, 1951. július 1.) lengyel író, költő, publicista, a holokauszt túlélője.

## Élete
Tadeusz Borowski 1922-ben született az Ukrajna területén található Zsitomir város lengyel közösségében. A lengyel kultúrkör szélén fekvő város nemzetiségi lakóinak többségében nem volt erős a lengyelség-tudat; az ukrán második, gyakran első anyanyelvük volt; talán ezért idegenkedett Borowski annyira mindenféle nacionalizmussal szemben. Gyermekéveiről nem sokat tudunk. Szülei a szovjet kémhisztéria áldozatai lettek. Édesapját, miután könyvesboltját a kommunisták államosították, 1926-ban egy karéliai  Gulagra száműzték, a fehér-tengeri csatornaépítkezésen kellett dolgoznia. Édesanyját még ugyanabban az évben elfogták, és a Jenyiszej folyó menti gulágra küldték, Szibériába. Bátyja internátusba került, őt magát nyolcévesen falusi nagynénje vette magához. Ekkoriban Ukrajnában kollektivizálás zajlott, ha még nem is a nagy holodomor időszaka ez, de már ekkor tízezrek haltak éhen.
Borowski apját hat év kényszermunka után, a lengyel-szovjet fogolycsere-egyezmény keretében Lengyelországban letartóztatott kommunistákkal cserélték ki. 1932-ben Borowski és bátyja kalandosan, a fél világ megkerülésével, Moszkván (!) keresztül eljutott a lengyel-szovjet határra, ahol apjuk, egy számukra alig ismerős férfi várta őket. Nyomorúságos körülmények között az idegen Varsóban telepedtek le. Két év múlva menekítették ki anyjukat a Jenyiszej mellől a Lengyel Vöröskereszt erőfeszítéseinek köszönhetően.
1940-ben fejezte be középiskolai tanulmányait a német megszállás alatti Lengyelország egy titkos földalatti líceumában (amiről A Targowa utcai érettségi c. novellájában beszámol), majd a földalatti Varsói Egyetemen kezdett lengyel nyelvet és irodalmat tanulni (erről Tanárok és diákok című írásában olvashatunk). Éjjeliőrként dolgozott, és közben földalatti újságokat szerkesztett. Verseit és kisregényeit a Droga című havilapban publikálta. Ebben az időszakban írta háborús költeményei nagy részét, ekkor jelent meg titokban első kötete, a Gdziekolwiek Ziemia („Bárhol a Föld” – 1942 végén, 165 példányban). Borowski egyetlen művészcsoporthoz sem tartozott, kötete is hűvös fogadtatásra talált.
1943 elején egy utcai razzia során a németek letartóztatták. Először a hírhedt varsói börtönbe, a Pawiakba került, ahonnan egyenes út vezetett a koncentrációs táborokba: Auschwitzba küldték, majd Natzweiler-Dautmergelbe, végül Dachauba. A kegyetlen körülmények között végzett rabszolgamunka rányomta bélyegét későbbi írásaira. Egy vasúti rámpán is dolgozott, ahol szemtanúja volt annak, hogy az újonnan érkezettek nagy részét személyes tárgyaik elkobzása után egyből a gázkamrákba küldték. Borowski Auschwitzban tüdőgyulladást kapott, ezután egy orvosi kísérleteket végző „kórházban” kellett segédkeznie.
A harmincöt kilóra lefogyott Borowskit Dachauban érte a háború vége. Miután Lengyelországot a Vörös Hadsereg felszabadította, rövid ideig Münchenben élt, majd 1946 nyarán visszatért Lengyelországba. Borowski ezután tudta csak meg, hogy szerelme, Maria Rundo, akit egy nappal előbb fogtak el, mint őt, és akiről semmit sem tudott Birkenauban történt találkozásuk óta, túlélte a táborokat és szintén visszatért Lengyelországba.
Még Dautmergelben ismerkedett meg Anatol Girssel (1904–1990), akinek a háború előtt könyvkiadó vállalata volt, és a müncheni D. P. Campben (kitelepítettek tábora, ahová az amerikaiak zárták a rabokat) ismét könyvkiadással próbálkozott. Segítségével Borowski publikálta lágerben írott verseit Az áram nevei címmel, és felmerült benne az auschwitzi visszaemlékezésekből álló miniantológia ötlete is. 1946 nyarán megjelent barátaival, Janusz Nel-Siedleckivel és Krystyn Olszewskivel közösen írt kötete, az Auschwitzban voltunk (Byliśmy w Oświęcimiu), melynek megjelenésével egy időben hazatért Varsóba. Az év végére Maria is hazatért, össze is házasodtak.

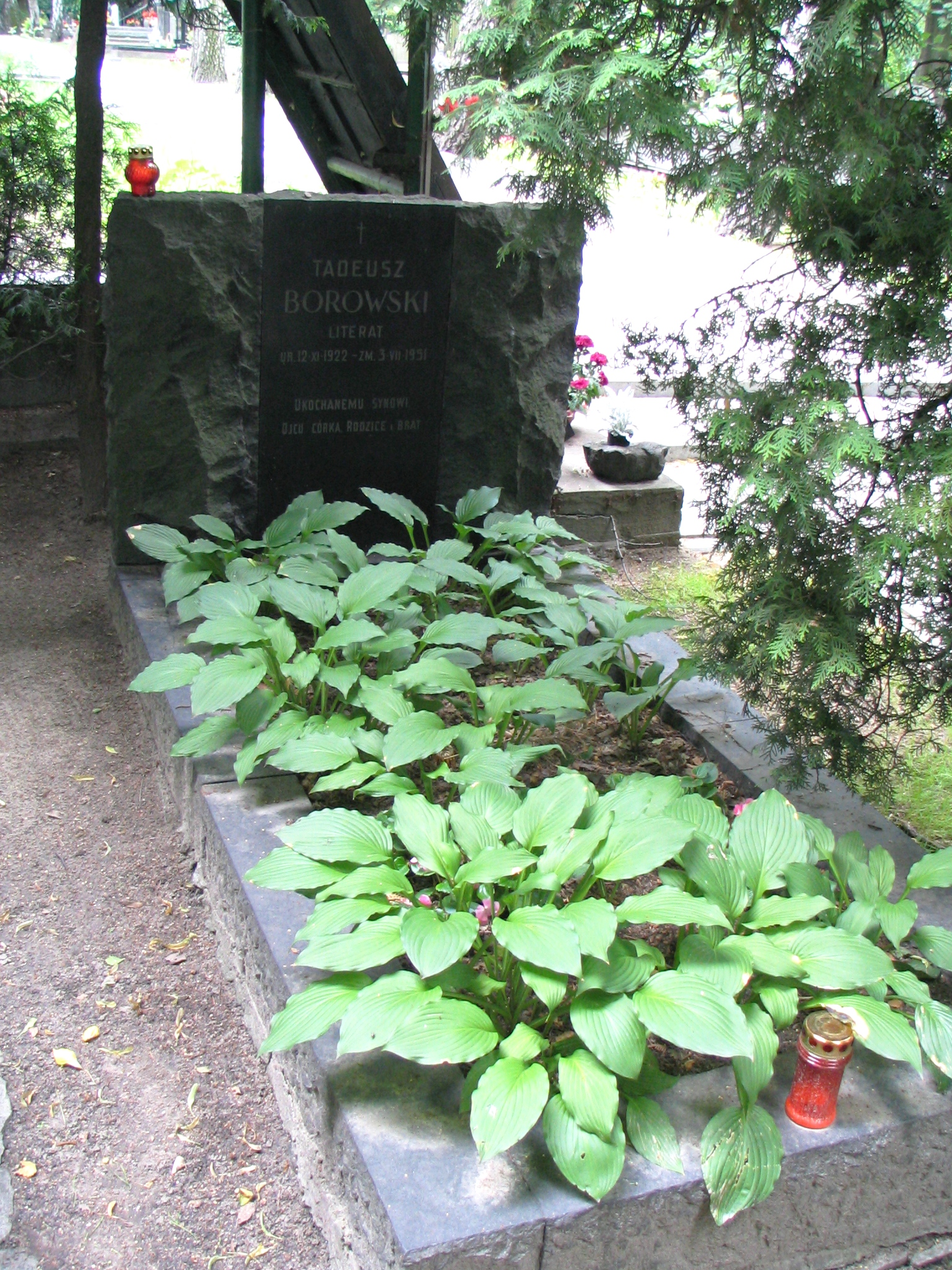
Sírja a varsói Powązkowska utcai temetőben

A háború után Borowski a próza felé fordult, mert a verses formát már nem tartotta alkalmasnak arra, hogy kifejezze, amiről írnia kell. Novellafüzéreket alkotott, amit Pożegnanie z Marią (Búcsú Mariától) címmel publikált 1948-ban (angol cím: This Way for the Gas, Ladies and Gentlemen – Hölgyeim és Uraim, parancsoljanak a gázba fáradni). Még ugyanebben az évben napvilágot látott az életút csupán statikus képeit felvillantó Kővilág novellaciklus is. Eközben belépett a Lengyel Munkáspártba, és politikai pamfleteket is írt. Ekkoriban úgy hitte, a kommunizmus az egyetlen politikai erő, ami képes lehet „megakadályozni jövőbeli Auschwitzek bekövetkeztét”.
Prominens tagja volt a "Pattanásosok" (Pryszczaci) néven számontartott, az új rezsimet magasztaló, a párt ideológiáját kiszolgáló ifjúkommunista írói élcsapatnak. 1949. júniusától 1950. márciusáig a berlini Lengyel Katonai Misszió munkatársa volt, hivatalosan kulturális referensként, nemhivatalosan katonai hírszerzőként. 1950-ben megkapta a lengyel irodalmi díj második fokozatát. Nem sokkal később azonban a kommunisták egy közeli barátját börtönbe csukták és kínvallatásra fogták, ami miatt Borowski teljesen kiábrándult a rezsimből. Elmélete szerint, ha a kommunisták nem képesek a „jövőbeli Auschwitz” megakadályozására, akkor elkerülhetetlenül újra meg fog történni, ami vele történt. 1951. július 1-jén, 28 évesen öngyilkosságot követett el (gázzal mérgezte meg magát).

## Fogadtatása
Könyvei a lengyel irodalom háború utáni klasszikusai közé tartoznak, Közép-Európában jelentős hatást fejtettek ki. Kertész Imre 2002-ben Nobel-díjának átvételekor elmondta, hogy Borowski prózája jelentősen befolyásolta irodalmi pályáját.
Lengyelországban művei kötelező olvasmányok, mégis kevesebb tanulmány, cikk, könyv foglalkozik vele, mint népszerű honfitársaival (például Gombrowiczcsal, Miłoszsal vagy Mrożekkel). Ennek egyik oka, hogy Borowskit beskatulyázták a lágeríró szerepébe, talán nincs is más tárgyú műve. Pedig Borowskinál a láger nem maga a téma, hanem inkább a forma, amiben kifejezheti magát az író; bár kínos pontossággal ír Auschwitz, Dachau világáról, ezek a novellák mégis inkább Borowskiról, illetve világszemléletéről szólnak, mint a táborokról.

## Művei

### Lengyel nyelven
- Versek:
  - Gdziekolwiek ziemia (1942)
  - Arkusz poetycki nr 2 (1944)
  - Pieśń
- Novellák:
  - Byliśmy w Oświęcimiu (1946. z K.Olszewskim, J. Nel-Siedleckim)
  - Pewien żołnierz. Opowieści szkolne (1947)
  - Kamienny świat (1948)
  - Pożegnanie z Marią[2]

### Magyarul
- Kővilág; ford., utószó Fejér Irén; Európa, Bp., 1971[3]
- Kihallgatás; Öreg, ha nem értjük meg egymást; versford. Bella István; inː A gránát szíve. Antifasiszta lírai antológia; szerk. Székely Magda; Európa, Bp., 1982 (A győzelem könyvtára)
- Kővilág. Válogatott versek és elbeszélések; vál., versford. Spiró György, prózaford. Fejér Irén, Körner Gábor, elbeszélések vál., előszó, jegyz. Körner Gábor; Múlt és Jövő, Bp., 1999 (ISBN 963-9171-11-5)

## Fordítás
- Ez a szócikk részben vagy egészben a Tadeusz Borowski című angol Wikipédia-szócikk ezen változatának fordításán alapul.  Az eredeti cikk szerkesztőit annak laptörténete sorolja fel. Ez a jelzés csupán a megfogalmazás eredetét és a szerzői jogokat jelzi, nem szolgál a cikkben szereplő információk forrásmegjelöléseként.

## További információ
- Tadeusz Borowski magyarul és lengyelül Bábel Web Antológia